# Église Saint-Pierre de Fontaine-Étoupefour
Pour les articles homonymes, voir Église Saint-Pierre.
L'église Saint-Pierre est une église catholique située à Fontaine-Étoupefour, en France.

## Localisation
L'église est située dans le département français du Calvados, sur la commune de Fontaine-Étoupefour.

## Historique
L'édifice est inscrit au titre des monuments historiques en 1927.